# Jens-Anton Poulsson
Jens-Anton Poulsson (født 27. oktober 1918, død 2. februar 2010) var norsk officer under anden verdenskrig.
Han begyndte på befaleskolen i sommeren 1939, og blev i april 1940 praktikantofficer i Fredrikstad under den tyske invasion af Norge.
I januar 1941 flygtede han til Sverige. I oktober samme år kom han til Storbritannien, og i november blev han hyret i Kompani Linge. 
Den 19. oktober 1942 hoppede han i faldskærm over Hardangervidda som leder af operation Grouse. De øvrige medlemmer af Grouse var Claus Helberg, Knut Haugland og Arne Kjelstrup. Formålet med aktionen var at standse den tyske produktion af tungt vand ved Norsk Hydros i Rjukan. Holdet landede på Fjarefit i Songadalen, og var parat til at modtage britiske tropper på Møsvassdammen det blev dog en fiasko, da to svævefly styrtede ned. De, der overlevede ulykken blev kort efter henrettet af tyskerne. Gruppen skulle nu tilbringe vinteren ved Hardangervidda under meget barske forhold, indtil februar 1943.
Efter krigen, fortsatte han i militæret. I 1960 blev han leder af DANFOR, den dansk-norske bataljon i FN-styrken UNEF I i Gaza. Han var chef for Kongens Garde, og næstkommanderende i brigaden i det nordlige Norge mellem 1967-68 og chef for infanteriregimentet.
For hans indsats under krigen blev han hædret med Krigskorset med sværd, St. Olavsmedaljen med ekegren og den britiske Distinguished Service Order.
Han døde den 2. februar 2010 91 år gammel.